# Marsan, Gers
Marsan är en kommun i departementet Gers i regionen Occitanien i sydvästra Frankrike. Kommunen ligger i kantonen Gimont som tillhör arrondissementet Auch. År 2022 hade Marsan 464 invånare.

## Befolkningsutveckling
Antalet invånare i kommunen Marsan
Referens:INSEE